# كلية العقبة الجامعية
كلية العقبة الجامعية أنشأت عام 2001 استجابة لتوجيهات الملك عبد الله الثاني ملك الأردن في مجال التعليم العالي والمتمثلة بتوفير فرص الدراسة الجامعية لأبناء منطقة العقبة بأقل تكلفة، وبأيسر الطرق ولرفد إقليم الجنوب بكوادر مؤهلة علمياً وعملياً.
افتتحت الكلية عند بدء الفصل الدراسي الثاني من العام الجامعي 2000–2001 بقبول شعبة واحدة في تخصص إدارة الفنادق، ثم جرى التوسع في التخصصات بحسب حاجة السوق المحلي على مستوى مرحلة البكالوريوس والدبلوم. عقدت الكلية اتفاقية توأمة مع كلية كوموسون الكندية في مجال العلوم الفندقية.
تبلغ المساحة الإجمالية لموقع الكلية 156 دونم، وتم انجاز المرحلة الأولى والتي تمثل مبنى الإدارة ومبنى كلية الفندقة ومبنى التميز الذي يضم مختبرات وقاعات تدريسية. ومن مرافق الكلية قاعات للتدريس، ومختبرات الحاسوب، ومختبرات اللغات، ومختبر تجهيز وإعداد الطعام، ومختبر الإيواء، والمطبخ، ومختبر التمريض، والكافتيريا، والعيادة، ومختبرات ومحاكيات بحرية وقاعة الخرائط والفن البحري، وقاعة ذكية.
يصل عدد أعضاء هيئة التدريس في الكلية 46 عضواً و50 عضو هيئة إدارية، فيما يبلغ العدد الإجمالي لطلبة الكلية 1500 طالب وطالبة منهم 963 طالبا لمرحلة البكالوريوس، و546 طالبا لمرحلة الشهادة الجامعية المتوسطة.
وسعت الكلية من نشاطتها التعليمي وبدأت برمجة تخصصاتها وأدرجت التخصصات التالية في الكلية، تكنولوجيا المعلومات، العلوم المالية والمصرفية، إدارة نظام المعلومات، إدارة المكتبات، المحاسبة. وفي العام الدراسي 2004/2005 بدأت الكلية بإدخال تخصص إدارة السياحة ولحقها التمريض المشارك وتربية الطفل، والآن هناك تخصص جديد وهو «إدارة المستودعات» حيث تعد ثاني كلية يدرس بها هذا التخصص في الأردن.

## شراكات الكلية
- سلطة منطقة العقبة الاقتصادية الخاصة لرعاية المساحة الخضراء في الكلية من خلال إعادة تدوير المياه.
- مؤسسة إنجاز لتهيئة الفرص الإقتصادية للشباب الأردني في مجالات تدريب وتأهيل الشباب لدخول سوق العمل.
- برنامج انا اشارك / المعهد الديمقراطي الوطني للشؤون الدولية والوكالة الأمريكية للتنمية الدولية NDI.
- الجمعية الملكية لحماية البيئة البحرية في إطار الصحافة البيئية في المملكة الأردنية الهاشمية والعقبة بشكل خاص وبالتعاون مع مؤسسة هاينريش بول فلسطين والأردن.
- هيئة شباب كلنا الأردن.[2]

## البحث العلمي
تعتبر كلية العقبة من الكليات البارزة بالفندقة، فكل مشاريع التخرج والأبحاث تأخذها الإدارة بعين الاعتبار، عدا عن الدعم المعنوي للطلاب من أعضاء الهيئة التدريسية.

## التخصصات المتوفرة بالكلية حاليا

### الدبلوم
1- إدارة الفنادق
2- إدارة المستودعات
3- علوم مالية ومصرفية
4- تكنولوجيا المعلومات
5-نظم المعلومات الإدارية
6- المحاسبة
7- التمريض المشارك
8-تربية الطفل
9-إدارة الأعمال
10- الخدمة الاجتماعية

### البكالوريوس
1- إدارة الفنادق
2- نظم المعلومات الإدارية
3- علوم مالية ومصرفية
4- المحاسبة
5- علم الحاسوب
6- تكنولوجيا نقل بحري
7-إدارة الشحن والتخليص

## روابط خارجية
- الموقع الرسمي للكلية